# 唐明治
唐明治，CMG，KC，SC（1933年9月8日—），英國前執業大律師，曾自1983年至1988年在香港擔任律政司，其妻鄧蓮如女男爵曾在港擔任行政與立法兩局首席非官守議員。

## 生平

### 早年生涯
唐明治在1933年9月8日出生，父親名叫卡迪根·唐明治（Cardigan Thomas），而母親則名凱思林（Kathleen）。唐明治早年入讀位於雅息士郡的奇格韋爾公學（Chigwell School），畢業後進入倫敦政治經濟學院，並在1954年取得榮譽法學士學位。一年後，他在1955年於英國中殿律師學院（Middle Temple）考取得大律師資格，但並未開展其執業生涯，後來在1981年，他又成為中院的資深會員（bencher）。

### 執業生涯
自1955年至1957年，唐明治曾應募於皇家志願後備海軍，並在當中取得海軍中尉（Sub-Lieutenant）軍階。在1958年，唐明治正式執業，專精於商業法和海事法，至今曾於英格蘭、香港、新加坡、紐約和里斯本等地代表出庭，當中在1973年，他取得了御用大律師頭銜，後於1983年在香港取得執業資格，1988年開始在港執業。
除了私人執業外，他曾經自1966年至1973年擔任國防部長（皇家海軍）與及財政部在海軍事務上的初級法律顧問。在1970年，當時英國通過了《1970年商船法案》，唐明治遂在新成立的失事船隻委員會中供職，為英國和利比里亞兩國就失事船隻進行調查。後來在1974年至1983年，他成為了勞埃保險社的海上搶險仲裁人，及後更成為了上百所公司的仲裁人，並曾在中國海事仲裁委員會、倫敦國際仲裁院、國際商會仲裁院等地出庭。另外，在1971年至1983年間，唐明治也是奇格韋爾公學之校董。
在1983年，唐明治獲委任到香港擔任律政司一職，並同時出任行政局與立法局的當然官守議員，以及法律改革委員會主席。他任內曾於1984年中、英前途談判末期參與草簽《中英聯合聲明》，並就細節進行磋商。事後因功在1985年獲頒CMG勳銜。到1988年，隨著《基本法》初稿已經完成，唐明治亦卸任律政司。惟唐明治卸任後違反慣例，繼續留港執業，曾引起了軒然大波，當年大律師公會亦曾經因此開會商議。至1996年初，唐明治與妻子一同遷居英國，不過唐明治在港的業務仍然十分活躍。他除了是英國雅息士律師行（Essex Court Chambers）的成員外，亦是天博大律師事務所（Temple Chambers）成員。
唐明治除了於2006年8月在立法會議員梁國雄就《議事規則》違反《基本法》提出司法覆核一事中，答應代表特區政府答辯外；亦曾經在2003年的時候在就女富商龔如心與家翁爭產案中，代表龔如心一方向終審法院提出上訴，事後終審法院在2005年判龔如心勝訴 。
唐明治於2013年代表律政司向法庭申請於許仕仁涉貪案中讓一名英國大律師以專案認許形式擔任檢控官後正式退休，結束55年法律生涯。

## 家庭
唐明治共有3段婚姻。他先在1958年和珍·莉娜·瑪利（Jane Lena Mary）結婚，但兩人最後在1978年離婚。在這段婚姻中，他們倆共育有2名兒子和2名女兒。在1981年，唐明治又與嘉貝麗·布萊克摩爾（Mrs Gabrielle Blackmore）結婚，可是卻再次在1988年離異，而兩人並無任何子女。
在1988年，唐明治第3次結婚，這次是時任行政局首席非官守議員鄧蓮如。兩人在1996年初遷居英國，但唐明治仍主要在香港發展。同樣，唐明治和鄧蓮如兩人並無子女。

## 榮譽
- K.C.／Q.C.　（1973年，在1997年後，在港執業時稱資深大律師，即「S.C.」）
- C.M.G. （1985年）

## 請參見
- 中英聯合聲明
- 御用大律師
- 大律師
- 律政司
- 鄧蓮如
- 龔如心

## 參與著作
- The Merchant Shipping Act, 6th edn （1963年）
- The Merchant Shipping Act, 7th edn （1974年）

## 外部連結
- 唐明治個人簡歷，（PDF格式）
- 雅息士律師行

| 官衔            | 官衔                 | 官衔            |
| --------------- | -------------------- | --------------- |
| 前任者： 祈理士 | 律政司 1983年–1988年 | 繼任者： 馬富善 |